# Phoronopsis californica
Phoronopsis californica — вид форонід.

## Поширення
Вид вперше описаний у 1930 році у затоці Бальбоа біля узбережжя Каліфорнії. Згодом Phoronopsis californica виявлений на сході Атлантики і в Середземному морі біля узбережжя Іспанії, Португалії та біля островів Мадейра.

## Опис
P. californica трапляється на мілководді з піщаним або мулистим дном. Живе у хітиновій трубці завдовжки до 25 см та завширшки до 5 мм. Сам черв'як може сягати 45 см завдовжки. Тіло помаранчевого або червоного забарвлення з червоним або зеленим лофофором. Лофофор має до 1500 війок завдовжки 2,5 мм. Лофофор це єдина невидима частина тварини на дні. Проте у разі небезпеки черв'як його теж ховає у трубці.